# 4465 Rodita
A 4465 Rodita (ideiglenes jelöléssel 1969 TD5) a Naprendszer kisbolygóövében található aszteroida. Bella Burnaseva fedezte fel 1969. október 14-én.